# كلودين برتراند
كلودين برتراند هي كاتِبة وشاعرة كندية، ولدت في 4 يوليو 1948 في مونتريال في كندا.